# Ngựa Selle Français

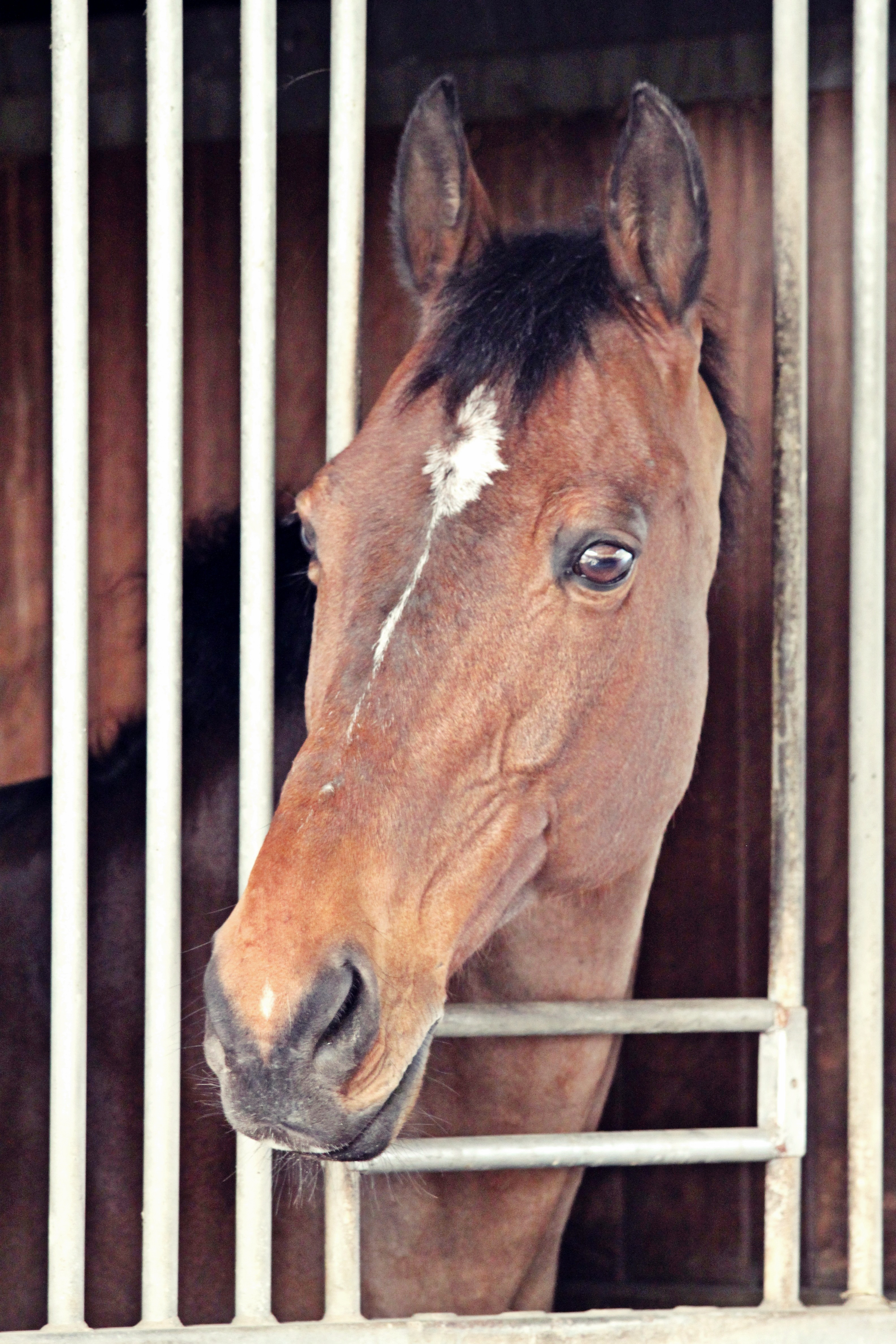
Một con Selle Français

Ngựa Selle Français (viết tắt SF) là một giống ngựa của môn thể thao đua ngựa có nguồn tốc từ Pháp. Nó được nổi tiếng chủ yếu cho sự thành công của giống ngựa này trong chương trình thi nhảy. Một con ngựa thể thao thon gọn với màu hạt dẻ. 

## Tổng quan
Ngựa Selle Français đã được lai tạo ra vào năm 1958 khi một số giống ngựa cưỡi Pháp đã được sáp nhập. Các giống mới được có nghĩa là để phục vụ như là một con ngựa thể thao thống nhất trong một khoảng thời gian khi con ngựa đã được thay thế bằng cơ giới hóa và được chuyển vào một vật được sử dụng chủ yếu cho các môn thể thao và giải trí. Nhân giống trên khắp nước Pháp, ngựa Selle Français đã được xuất khẩu trên toàn thế giới, hình thành trong Vương quốc Anh và Hoa Kỳ. Ngựa đăng ký phải trải qua kiểm tra mà phán xét hiệu suất của chúng.
Ngựa giống khác, những người vượt qua đợt kiểm tra, bao gồm cả những người trong Ngựa Thuần Chủng, ngựa Ả Rập, dòng máu Anglo-Ả Rập và ngựa Trotter Pháp, có thể được sử dụng cho chăn nuôi, với các thế hệ con cháu có thể được đăng ký là Selle Français. Selle Français đã chứng minh thành công ở cấp độ quốc tế thi đấu cạnh tranh trong nhiều lĩnh cưỡi ngựa. Chúng thường được thấy nhất trong chương trình nhảy, mặc dù chúng cũng được nhìn thấy trong kéo xe kết hợp và thi cưỡi đường mòn cạnh tranh. Selle Français và tay đua của chúng đã giành được nhiều huy chương tại Thế vận hội mùa hè và World Equestrian Games.

## Đặc điểm
Bởi sự đa dạng của các giống đã góp phần vào Selle Français, có được không thiết lập các tiêu chuẩn giống ngựa này. Nó có thể nằm trong khoảng 61-71 inches (155–180 cm), mặc dù, bởi vì chúng được sử dụng như ngựa thể thao, Ngựa Selle Français thường đứng một độ cao tương đối cao 65-67 inches (165–170 cm). Đây là một con ngựa thể thao với sự cân bằng, hài hòa và mạnh mẽ. Một số đặc điểm hình thái vẫn như cũ trong suốt nhân giống. Trán rộng, cổ khỏe và khá dài, cũng kết nối với các vai và lưng thẳng. Mông thon dài, cơ bắp và hơi xiên, và chân sau mạnh mẽ là một tài sản quý trong chương trình nhảy. 

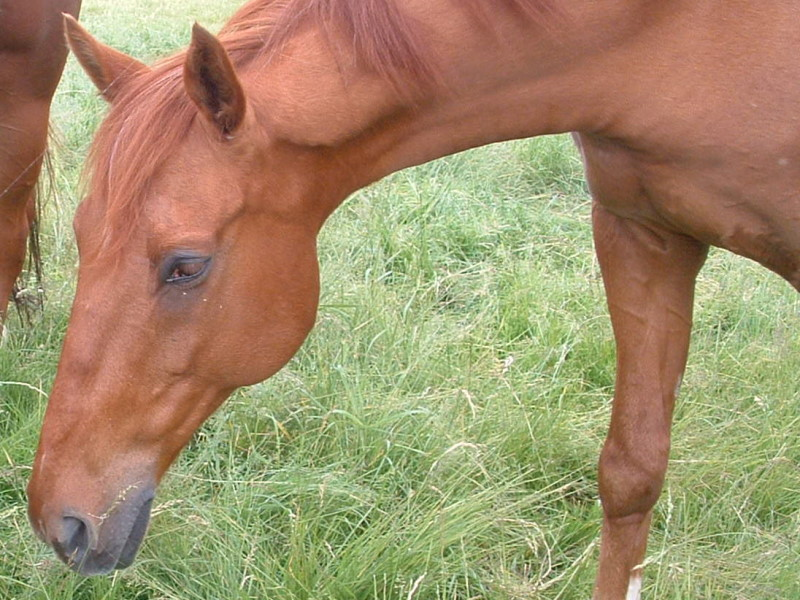

Ngực sâu, và vai dài và xiên. Chân khỏe và cơ bắp với các khớp nối rộng và móng cứng. Ngựa Selle Français nói chung là màu nâu hoặc màu hạt dẻ, sau này là một di sản có nguồn gốc của nó trong giống ngựa Anglo-Norman. Màu xám ít phổ biến hơn, với nguồn gốc của nó trong Ngựa Thuần Chủng và ngựa Anglo-Ả Rập đã đóng góp vào các giống ngựa. Mảng trắng, chẳng hạn như màu trắng trên chân thấp hơn, là khá phổ biến trong giống, và một lần nữa lại được thừa hưởng từ tổ tiên ngựa Norman của nó.
Các tính khí của Selle Français là rất khác nhau từ một con ngựa khác nhau. Điều này là do các tiêu chí lựa chọn con giống, mà kể từ đầu của giống ngựa này đã được dựa trên khả năng thể chất. Trong những năm gần đây, các nhà nhân giống đã được làm việc để tạo ra các tiêu chí lựa chọn tập trung vào tính khí. Phần lớn ngựa Selle Français có tính khí tốt, yên lặng, điềm tĩnh nhưng tràn đầy năng lượng, tràn trề sức sống

## Sử dụng

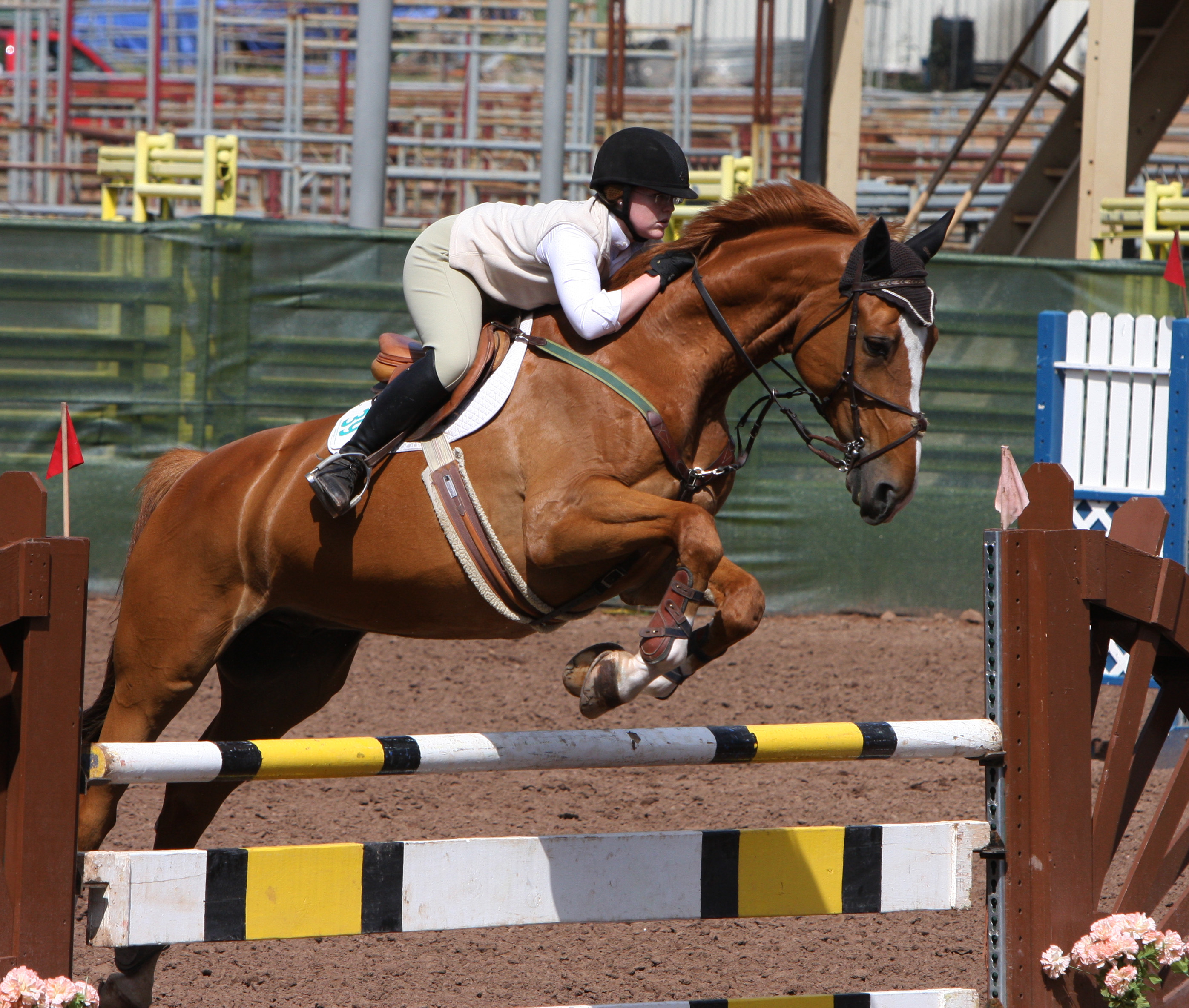
Một con ngựa đang đua

## Lịch sử